# دهستان چهل چشمه
دهستان چهل چشمه نام دهستانی در بخش مرکزی شهرستان دیواندره، استان کردستان در ایران است. براساس سرشماری مرکز آمار ایران در سال ۱۳۸۵، جمعیت آن ۷۱۵۶ نفر (۱۳۸۸ خانوار) بوده‌است.